# حرائق غابات سيبيريا 2022
حرائق غابات سيبيريا 2022 هي سلسلة من حرائق الغابات المستمرة في سيبيريا في روسيا، والتي بدأت في سيبيريا في أوائل مايو 2022. تتركز الحرائق في مناطق كراسنويارسك والتاي وإيركوتسك وكيميروفو وأومسك وكورجان وخاكاسيا وساخا. تبلغ المساحة الإجمالية للحرائق اعتبارًا من 15 مايو حوالي 20 ألف هكتار، ومنذ بداية عام 2022 أكثر من 100 ألف هكتار.

## ملخص
حتى 11 مايو احترق 1،298 مبنى في 60 مستوطنة، بما في ذلك 200 منزل، وتوفي ما لا يقل عن 13 شخصًا بينهم طفل واحد. في مدينة كراسنويارسك وجدت السلطات أن تركيزات الجسيمات الدقيقة في الهواء تجاوزت المستويات التي تعتبر خطرة على صحة الإنسان بسبب الدخان الناجم عن حرائق الغابات. ذكر حساب جمعية أهلية في أومسك على تويتر أن حاكم المنطقة مشغول بإقامة مهرجانات مؤيدة لبوتين ولا يوجد إجراء واضح من وزارة حالات الطوارئ الإقليمية.
حث الرئيس الروسي فلاديمير بوتين السلطات على اتخاذ إجراءات أقوى لمنع المزيد من انتشار حرائق الغابات. يقال إنهم خارج السيطرة بسبب الموارد التي تم تحويلها للغزو الروسي لأوكرانيا عام 2022. يؤدي تغير المناخ في روسيا إلى زيادة حدة حرائق الغابات. وصل الدخان المنبعث من حرائق الغابات إلى غرب الولايات المتحدة وأدى إلى تدهور جودة الهواء على ساحل كاليفورنيا.